# Friedrichsthal (Bleicherode)
Friedrichsthal è una frazione della città tedesca di Bleicherode.

## Storia
Il 1º gennaio 2019 il comune di Friedrichsthal venne soppresso e aggregato alla città di Bleicherode.